# ゲッティツオール
『ゲッティツオール』は、広井てつおによる日本の漫画作品。1986年、『ミスターバイク』にて4月号から9月号まで連載されたバイク漫画である。全6話。

## あらすじ
この作品は、作者である広井てつおとバイク屋茂木モータースの親父と仲間のイブキの3人が行ったバイクによるアメリカ大陸横断ツーリングを元に漫画化されたものである。バイクツーリングを通じて、アメリカ大陸の大きさ、各地での交流、人種差別問題等が描かれていた。

## 登場人物
広井てつお
茂木モータースの親父の話に乗り、アメリカ大陸横断ツーリングを行う。本人曰く「お決まりの観光コース以外の先を自分の地図に描きこみたかった･･･、アメリカを観光地の点ではなく自分で走った線で知りたい･･･、そう思った」との事だ。
茂木光男
バイク屋茂木モータースの親父。広井にアメリカ大陸横断ツーリングへと誘った。茂木がアメリカに来ようと思った一番の動機は、進駐軍の将校クラブで食べたショートケーキとステーキの味が忘れられなかったとの事だ。
イブキ
アメリカ大陸横断ツーリングに同行するもうひとりの仲間。体格は良いが、アメリカで警察官の身体検査で「体の割には小さい持ちモンだな！」と笑われショックを受ける。
アントニー
広井がガソリン代を立て替えた事で仲良くなったインディアン。広井たちの道案内をした。
ジョディ
広井が雨宿りに入った飲食店のウェイトレス。飛行機の話をきっかけに広井を自宅に泊めてあげた優しき女性。
ジョー
広井を自分のセスナに乗せてあげた。パイパーという小さな娘がいる。
もうひとりのジョー
ガス欠のところを広井と出会う。激しい大雨の中、広井と一緒に走る。
農家の老夫婦
道に迷った広井たちにパイをご馳走し、道案内をした。
石井
『ミスターバイク』編集部での広井の担当。

## ヤマハ・ビラーゴXV1000
広井たち3人がアメリカヤマハで借りたオートバイ。

## サブタイトル
- 第1話： 昨日の敵は今日の友
- 第2話： 情はヒトのためならず
- 第3話： 急がば回れ
- 第4話： 後は野となれ山となれ
- 第5話： 渡る世間に鬼はなし
- 第6話： まかぬ種は生えぬ

## エピソード
この作品の影響か、『ミスターバイク』誌でアメリカ大陸横断ツーリングのツアー等が紹介され、アメリカ大陸横断ツーリングに行くライダーが多く現れた。

## 他に収録された雑誌
1988年、『ミスターバイク』5月臨時増刊『ライダーズ ラプソディ』に「ゲッティツオール」が全6話収録された。